# Neoromicia guineensis
Neoromicia guineensis és una espècie de ratpenat de la família dels vespertiliònids. Viu a Benin, Burkina Faso, el Camerun, la República Centreafricana, el Txad, el Congo, la República Democràtica del Congo, Costa d'Ivori, Etiòpia, Gàmbia, Ghana, Guinea-Bissau, Nigèria, el Senegal, el Sudan, el Sudan del Sud i Uganda. Els seus hàbitats naturals són les sabanes i els matollars, tant secs com humits. És una espècie en risc mínim, és a dir, no sembla que hi hagi cap amenaça significativa per a la seva supervivència.
El seu nom específic, guineensis, significa «guineà» en llatí i es refereix a Guinea-Bissau, on hi ha la localitat tipus d'aquest animal.